# Schistidium maritimum
Espèce
Schistidium maritimum est une espèce de mousses qui vit dans les zones rocheuses exposées aux embruns maritimes.